# اندیس آنومالی کوه سورو
آنومالی کوه سورو یک اندیس فلزی است که در حوالی شهر حناء استان کرمان قرار دارد و مادهٔ معدنی موجود در آن، طلا است.سنگ میزبان این اندیس ماسه‌سنگ، توف ماسه‌ای، توف سبز است  در این اندیس، پاراژنز‌های باریت، گارنت، پیریت یافت می‌شوند.